# The Conflict of the Mind
"The Conflict of the Mind" é uma canção gravada pela cantora e compositora norueguesa Aurora para o seu quinto álbum de estúdio, What Happened to the Heart? (2024). Foi lançada em 18 de janeiro de 2024, pela Decca e Glassnote Records, como o segundo single do álbum. A faixa de pop clássico mistura uma batida eletrônica suave com elementos de jazz e soul. Liricamente, explora temas de isolamento e saúde mental. Aurora e Chris Greatti escreveram e produziram "The Conflict of the Mind".
"The Conflict of the Mind" foi elogiada pela crítica especializada por sua mensagem introspectiva, porém emocional. Aurora codirigiu o videoclipe da canção com Kaveh Nabatian.

## Desenvolvimento
"The Conflict of the Mind" foi escrita por Aurora e produzida por Chris Greatti. Uma tradicional canção pop clássica, combina uma batida eletrônica suave com elementos de jazz e soul, e apresenta uma performance vocal arrebatadora de Aurora. Os arpejos vocais em loop da canção foram comparados às obras de Kate Bush. Liricamente, explora temas de isolamento e saúde mental, transmitindo uma mensagem empoderadora de que a dor emocional é temporária. O refrão reforça esse sentimento com os versos:
"Não deixe seu espírito morrer / Isso é apenas um conflito da mente / Seu coração está vivo? / Você superará um conflito da mente."
Na letra astutamente poética da canção, Aurora implora a um ente querido que se abra emocionalmente. Ela expressa a turbulência interior de testemunhar alguém de quem gosta sofrendo, cantando:
"Só quando te vejo chorar / Sinto-me em conflito na mente / Isso enche meu coração e me destrói ao mesmo tempo."

## Videoclipe
O videoclipe que acompanha a música foi codirigido por Aurora e Kaveh Nabatian. Ele retrata Aurora em um jantar em família, lutando para se encaixar enquanto aqueles ao seu redor também lutam contra sua própria dor interna. Refletindo sobre o tema da música, Aurora afirmou que tende a se isolar quando sente dor, mas aprendeu a importância de permitir que seus entes queridos a apoiem. Ela enfatizou que se abrir e falar sobre a dor é uma parte crucial da cura, especialmente dentro das famílias.

## Recepção da crítica
Em uma resenha para a Melomaniacsmag, Noah F. elogiou a natureza introspectiva e a qualidade relaxante da música, comparando-a a um abraço reconfortante — um que equilibra o calor e a melancolia, característicos do estilo musical de Aurora. Ele destacou a produção em camadas e a profundidade emocional da música, enfatizando sua capacidade de ressoar com os ouvintes em um nível pessoal.